# Língua burgúndia
A língua burgúndia é uma língua germânica oriental extinta, falada pelos burgúndios no sudeste da Gália até o século V
Pouco se sabe desta língua. Conhece-se alguns nomes próprios burgúndios, e algumas palavras de dialetos modernos falados na região parecem ser derivados da antiga língua burgúndia, mas é difícil distinguir estas de palavras germânicas de outras origens; de qualquer forma é difícil ter qualquer informação sobre a língua antiga a partir da forma moderna destas palavras. Existe muita especulação sobre o impacto que o burgúndio germânico teve sobre os dialetos franceses modernos da Borgonha após o reino franco ter absorvido a província.